# Bicycle Race
〈Bicycle Race〉는 영국의 록 밴드 퀸의 싱글이다. 이 노래는 1978년 음반 《Jazz》에 발표되었고 퀸의 선두주자인 프레디 머큐리가 작곡했다. 이 곡은 〈Fat Bottomed Girls〉와 함께 더블 A-사이드 싱글로 발매되었다. 이 노래는 여러 나라에서 편집되거나 심지어 금지된 윔블던스테디움에서 누드 여성들과 자전거 경주를 하는 비디오로 유명하다.

## 대체 예술품
《Jazz》 음반, 싱글 음반, 그리고 〈Fat Bottomed Girls〉 싱글을 홍보하기 위해 누드 여성들과 자전거 경주가 열렸다. 이 사진은 《Jazz》라는 음반과 함께 펼쳐진 포스터로 포함되었다. 그것은 또한 대체 싱글 커버로 포함되었다.